# قره‌تای، قونیه
قره‌تای (انگلیسی: Karatay, Konya) یک شهرک در استان قونیه، ترکیه است. این شهرک در سال ۲۰۱۲ میلادی ۲۵۶٬۴۵۵ نفر جمعیت داشته‌است.